# Yuichiro Nagai
Yuichiro Nagai, född 14 februari 1979 i Tokyo prefektur, Japan, är en japansk fotbollsspelare.